# Viaduto

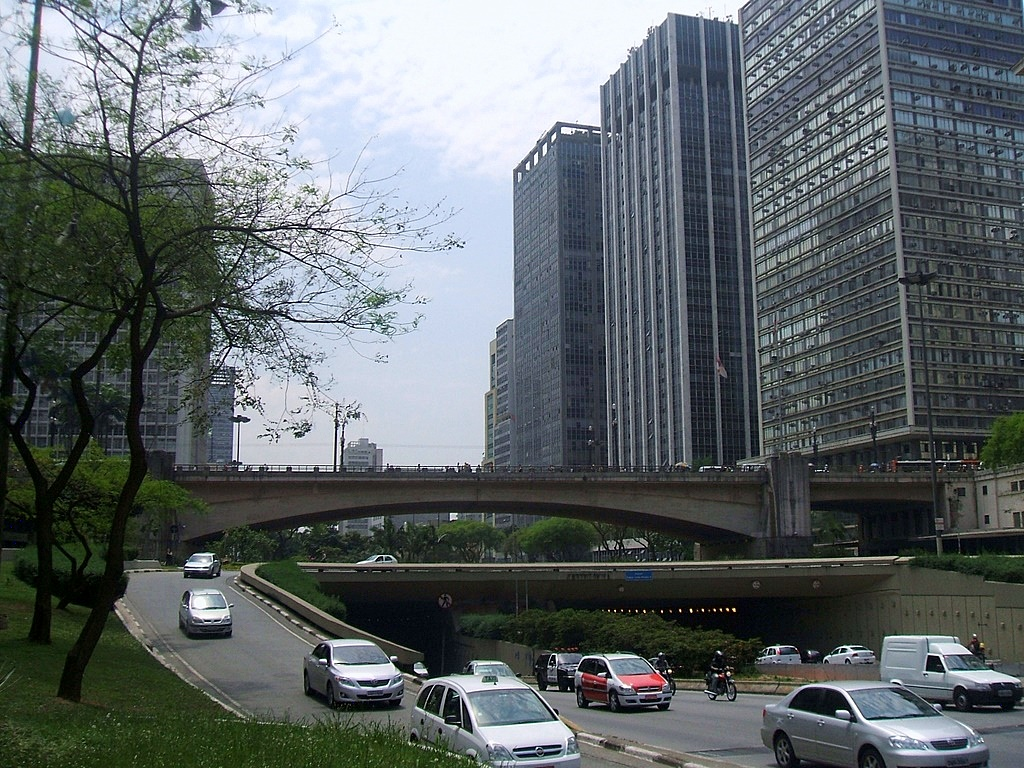
O histórico Viaduto do Chá, em São Paulo, em São Paulo. Liga os dois pontos mais altos do Centro Histórico da cidade, passando sobre o Vale do Anhangabaú e a via expressa Corredor Norte-Sul.

Um viaduto (do inglês viaduct) é uma passagem construída sobre uma via de comunicação (rua, estrada ou linha de comboio). É um tipo de ponte que visa a não interromper o fluxo rodoviário ou ferroviário, mantendo a continuidade da via de comunicação quando esta a se deparar com e tem que transpor um obstáculo natural constituído por depressão do terreno (estradas, ruas, acidentes geográficos como abismos etc.), cruzamentos e outros, sem que este obstáculo seja obstruído.

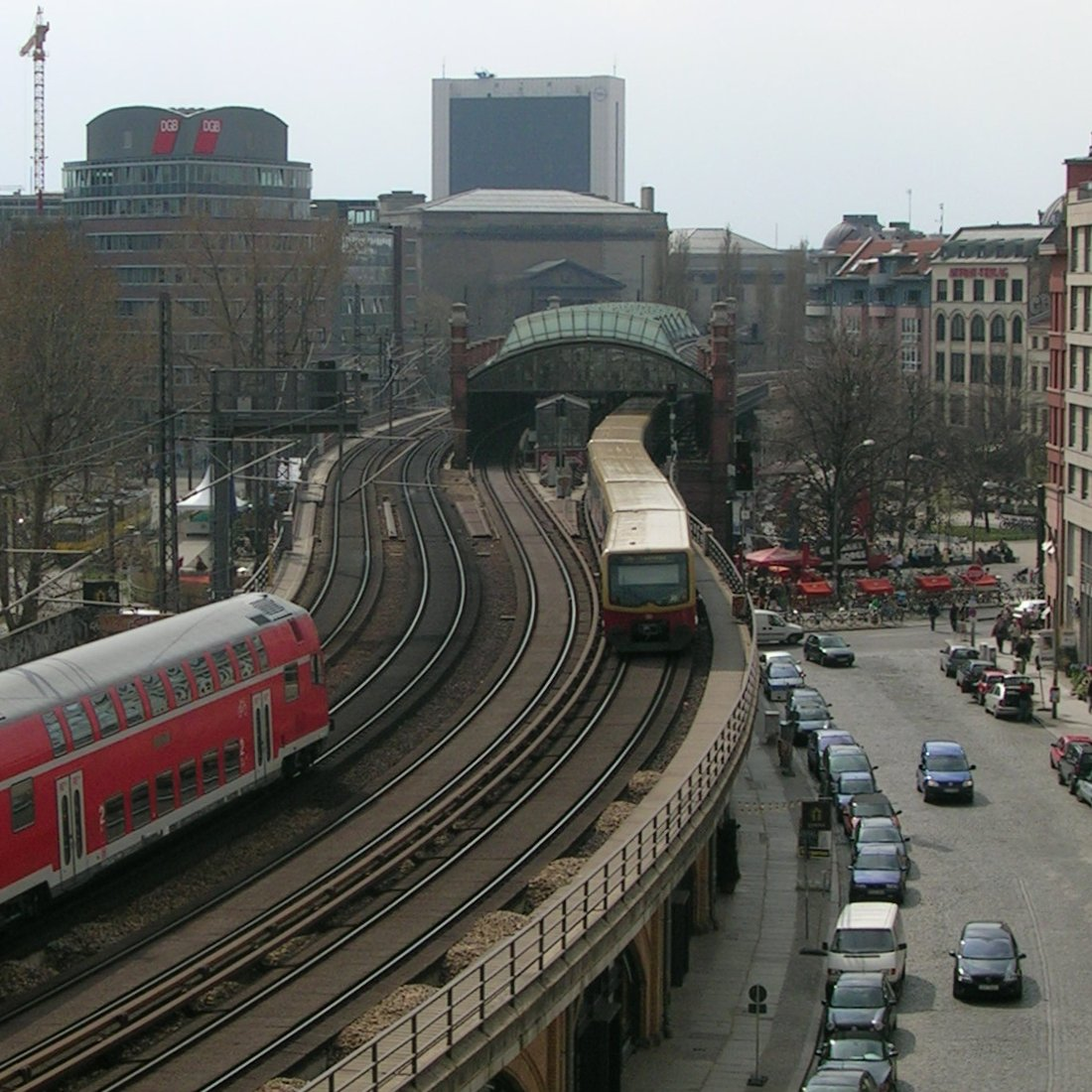
Viaduto ferroviário Berliner Stadtbahn em Berlim, na Alemanha

Viadutos são muito comuns em grandes metrópoles, onde o normalmente intenso tráfego de veículos de grandes avenidas ou vias expressas não pode ser interrompido. Além de em cidades que possuem muitos acidentes geográficos, onde o viaduto serve para ligar dois pontos mais altos de uma determinada região.

## No Brasil
No Brasil, viadutos são muito comuns nas médias e grandes cidades, sendo que muitas vezes podem existir complexos viários formados pela união ou conjunto de diversas pontes e viadutos. Exemplos famosos são: o Complexo Viário Heróis de 1932, popularmente conhecido como Cebolão, o qual dá início às vias expressas marginais dos rios Tietê e Pinheiros, ligando estas à Rodovia Castelo Branco, na região noroeste da cidade de São Paulo. Na mesma cidade, o Complexo Viário Prefeito Olavo Egydio Setubal, também na Marginal do Rio Tietê. Além de diversos outros complexos rodoviários desse tipo.

## Viadutos pelo Brasil

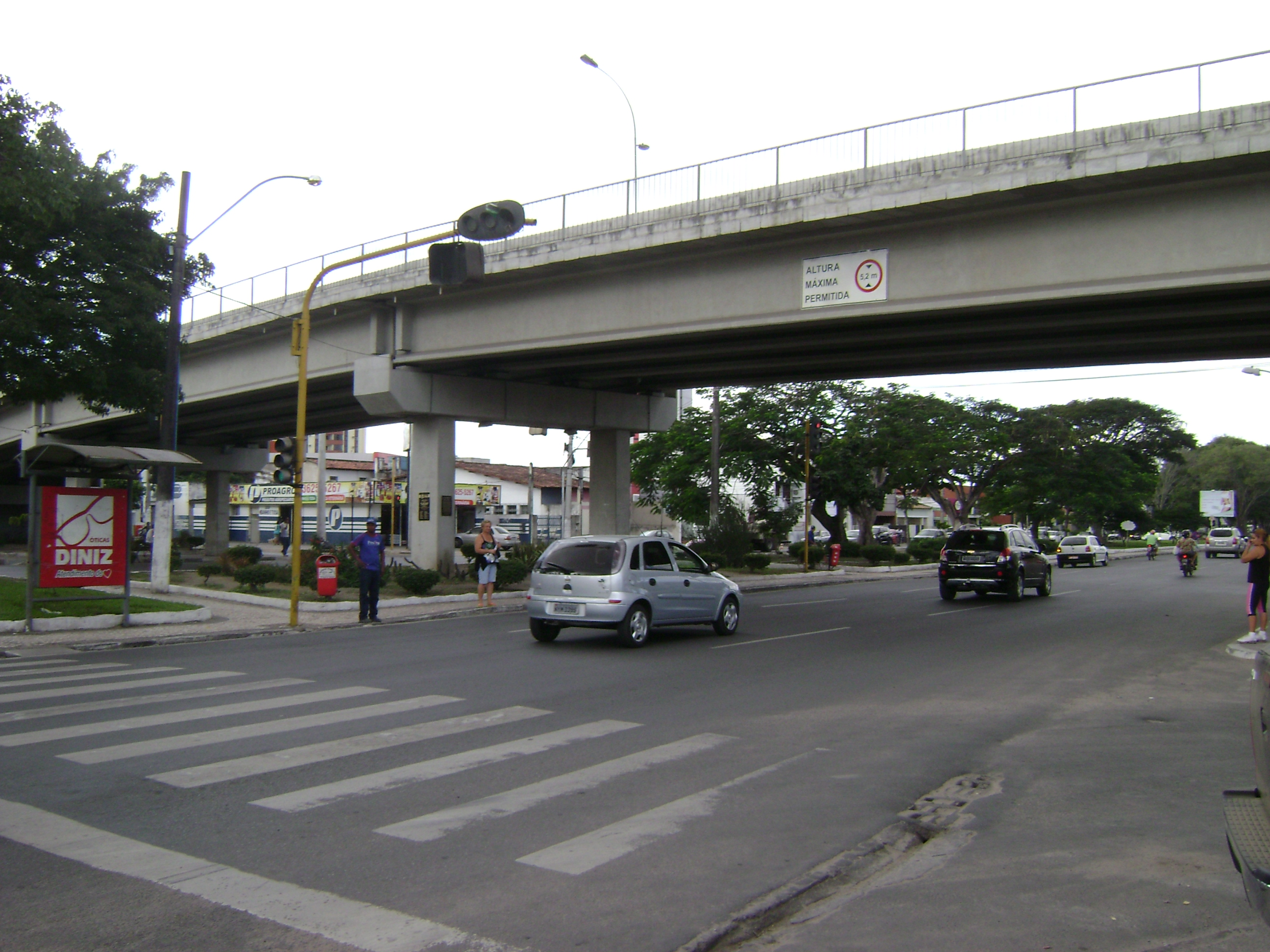
Viaduto da avenida João Durval sobre a Getúlio Vargas, em Feira de Santana, na Bahia.
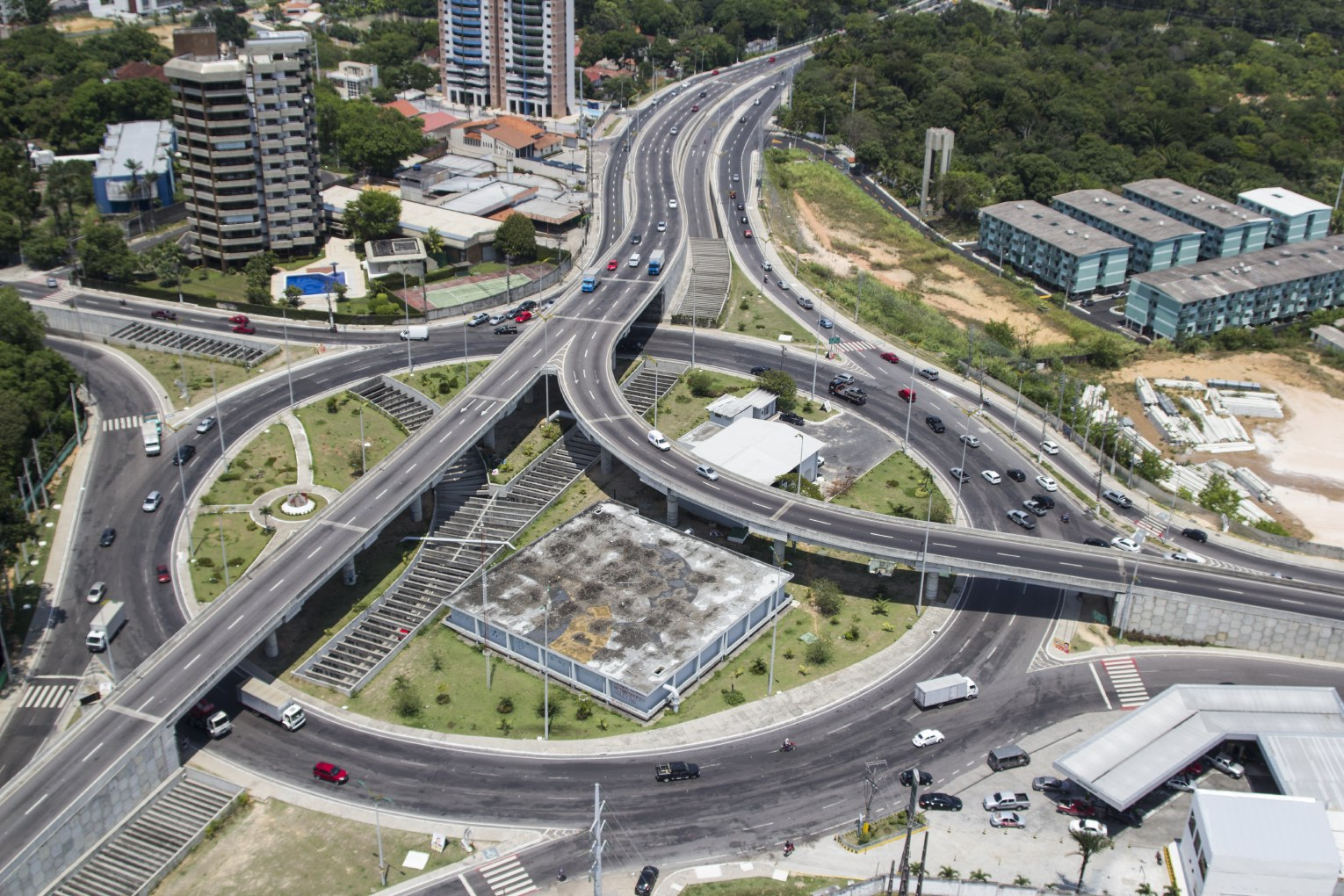
O Viaduto Gilberto Mestrinho liga as zonas Centro-Sul e Leste de Manaus, no Amazonas.
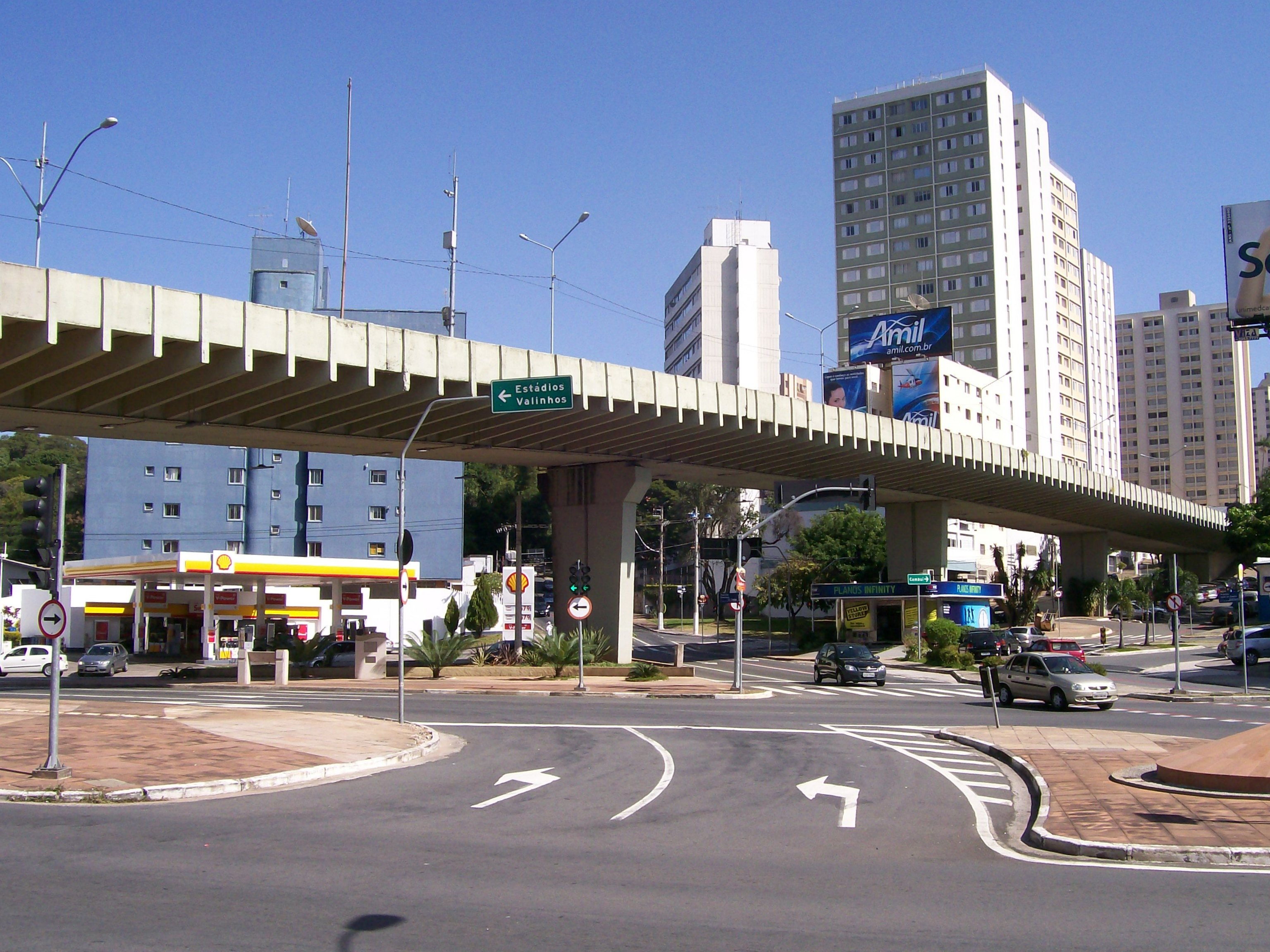
Viaduto São Paulo sobre a junção das Avenidas José de Souza Campos (Norte-Sul) e Princesa d'Oeste, em Campinas, em São Paulo
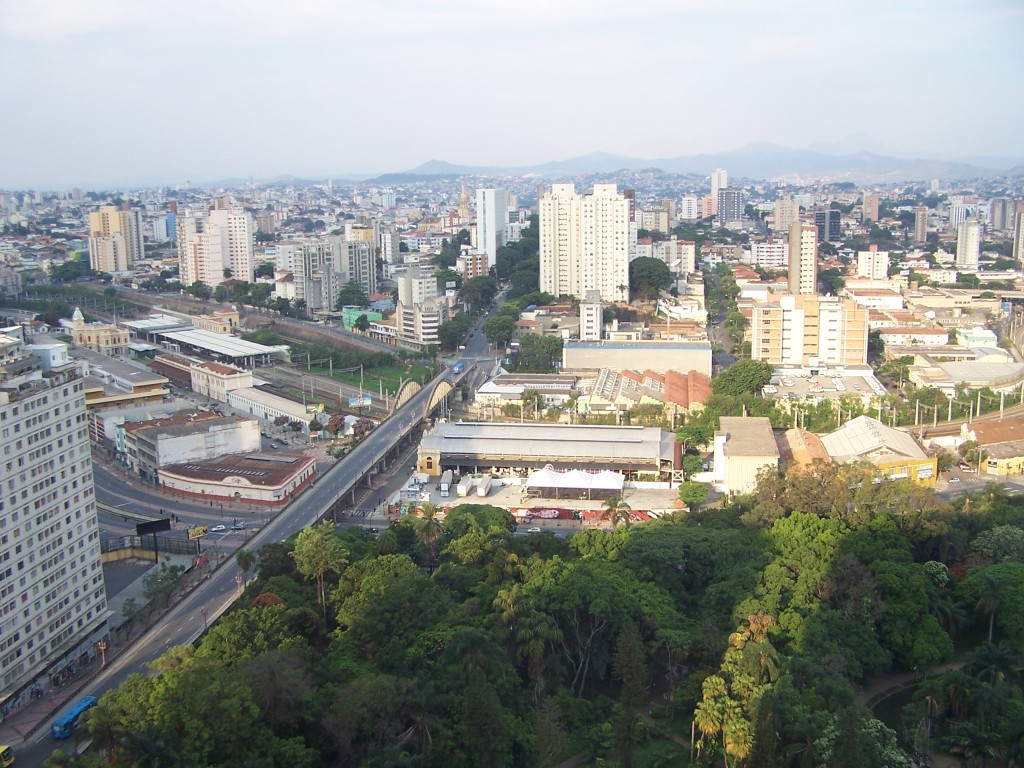
O Viaduto de Santa Teresa liga os bairros Floresta e Santa Tereza ao Centro, em Belo Horizonte, em Minas Gerais.
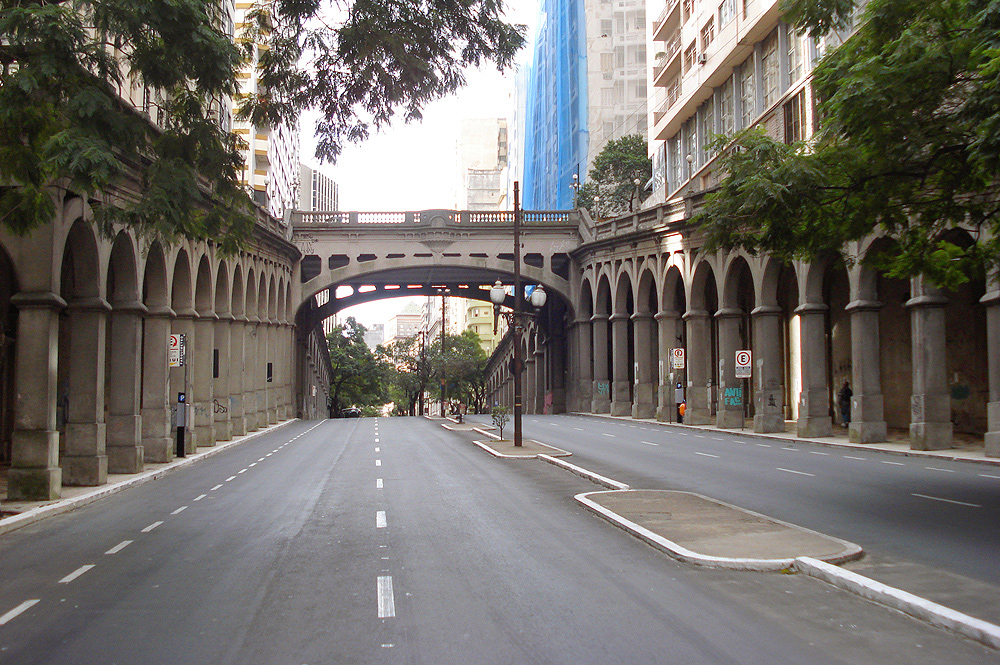
O Viaduto Otávio Rocha transpõe a Avenida Borges de Medeiros no Centro de Porto Alegre, no  Rio Grande do Sul.
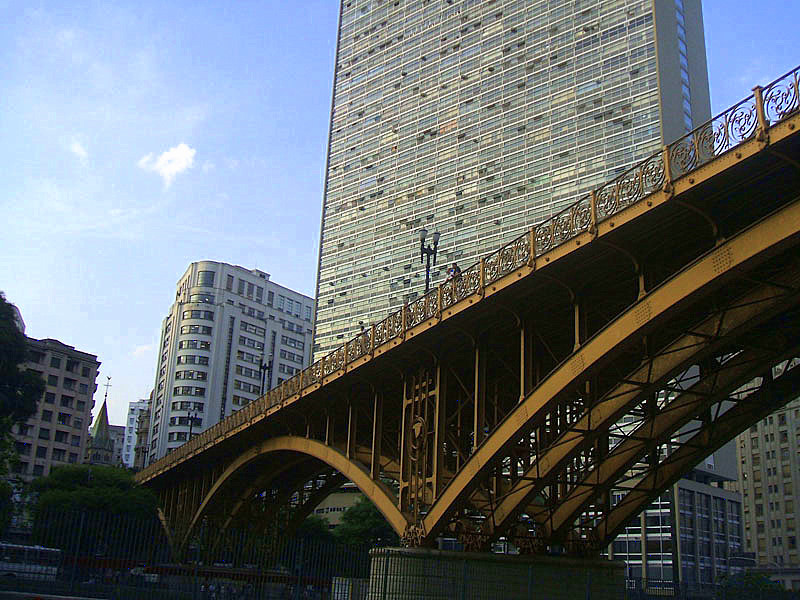
O Viaduto Santa Ifigênia, no Centro de São Paulo, em São Paulo, construído entre 1910 e 1913, atualmente destinado ao uso exclusivo de pedestres.